# 코라 수 콜린스
코라 수 콜린스(Cora Sue Collins, 1927년 4월 19일~2025년 4월 27일)는 미국의 배우이다.

## 영화
- 혈과 사 (1941년)
- 톰 소여의 모험 (1938년)
- 안나 카레니나 (1935년)
- 에벌린 프렌티스 (1934년)
- 더 프라이즈파이터 앤 더 레이디 (1933년)
- 노라 모란의 원죄 (1933년)
- 토치 싱어 (1933년)
- 퀸 크리스티나 (1933년)
- 스밀린 스루 (1932년)